# Chihiro Ōtsuka
Chihiro Ōtsuka (大塚ちひろ Ōtsuka Chihiro?,  Tokushima,  Prefectura de Tokushima, 12 de marzo de 1986) es una actriz y cantante japonesa. Pertenece a la agencia de Toho Entertainment, y su sello discográfico como cantante es Victor Entertainment.

## Cronología
- 2000 - Gana la quinta edición de las audiciones Toho Cinderella de Toho Entertainment para buscar y potenciar nuevos talentos. Comienza a trabajar como modelo local de Tokushima.
- 2002 - Es seleccionada para actuar en el papel principal del drama Chocola, y tras esto las puertas en la actuación se le abren, participando en numerosas otras producciones.
- 2004 - Se gradúa de la secundaria de Horikoshi.
- 2007, abril - Debuta en el musical How to Succeed (originalmente de 1961 y ambientado para el público japonés), recibiendo muy buenas críticas.
- 2007, julio - Debuta como cantante lanzando su primer sencillo, Koi Hanabi, bajo el sello Victor Entertainment Japan.

## Discografía

### Sencillos
1. Koi Hanabi (恋花火?) (18 de julio de 2007)

## Filmografía

### Películas
- Honogurai Mizu no Soko Kara (2002)
- Godzilla x Mothra x Mechagodzilla: Tokyo S.O.S. (2003)
- Ima, Ai ni Yukimasu (2004)
- Godzilla: Final Wars (2004)
- Female (2005)
- Roommate (2013)

### Televisión
- Chocola (2003)
- Yankee Bokou ni Kaeru (2003)
- Honto ni Atta Kowai Hanashi (2004)
- Tengoku e no Ouenka Chiāzu ~Cheerleading ni Kaketa Seishun (2004)
- Attention Please (2006)

### Doblajes
- Yakitate!! Japan - Azusagawa Tsukino